# Javier Pérez Bazo
Javier Pérez Bazo, catedrático de Literatura española de la Universidad de Toulouse-Jean Jaurès (Francia). Ha sido Consejero de Educación de la Embajada de España en París (2004-2008), director del Instituto Cervantes de Budapest (2008-2012) y Director del Centre d'Études Universitaires de Madrid, dependiente de la universidad tolosana con sede en el Institut Français de España en Madrid (20015-2017). En 2003 el Ministerio de Educación y Ciencia le concedió la Cruz de la Orden de Alfonso X el Sabio. Fue galardonado con el Premio internacional de poesía Antonio Machado (2000)y con el VIII Premio internacional "Juan Andrés" de Ensayo e Investigación en Ciencias Humanas del Instituto Juan Andrés de Comparatística y Globalización (2017).

## Obra
Especialista de la Vanguardia histórica española, Pérez Bazo es autor de una veintena de volúmenes sobre literatura española contemporánea, entre los que destacan los dedicados a Luis Cernuda (Luis Cernuda en el exilio. Lecturas de Las Nubes y Desolación de la Quimera, Toulouse, PUM, 2003. En col. con Julio Neira), Juan Chabás (Juan Chabas y su tiempo, Barcelona, Anthropos, 1992; además de varias ediciones críticas de sus novelas Puerto de sombra y Agor sin fin, y de su obra historiográfica —Literatura española contemporánea (1898-1950)— y ensayística)), Max Aub y Miguel Hernández--, así como de numerosos ensayos y artículos en revistas y otras publicaciones de ámbito nacional e internacional. Fue colaborador con Enrique Camacho de la exposición y catálogo Buñuel 100 años. Es peligroso asomarse al interior , realizada por el Instituto Cervantes. A estos títulos añade una edición crítica de las Rimas de Bécquer, en colaboración con Sylvie Baulo: Gustavo Adolfo Bécquer, Poesía eres tú. Las Rimas del Libro de los gorriones, (Madrid, Izana, 2014). y la edición modernizada de Histoire générale des sciences et de la littérature, de Juan Andrés, con S. Baulo y R. Cazalbou. Más recientemente ha publicado un amplio estudio a la biografía y producción poética de César Vallejo: Las entrañas del yaraví. Poesía y hermenéutica de César Vallejo (Toulouse, Presses Universitaires du Midi, 2017). Asimismo, ha dirigido el volumen Brazo y puño en alto en el franquismo / Bras tendu et poing levé sous le franquisme, Madrid, Carpe Noctem/ Tulús ediciones, 2020.
Su bibliografía se completa con varios libros de poemas (Litúrgica labranza (Madrid, Rialp, 1981), Didáctica menor, Desde el vértigo (Premio internacional "Antonio Machado", Palma de Mallorca, Calima, 2001.), Reversos (Málaga, Veramar, 2004),
Proceso al olvido / Itélkezö ùt a feledéshez (Poésie) (Budapest, Z-Füzetek, 2012)
Belsö beszéd / Desde adentro. Válogatott versek / Poemas escogidos (Budapest, Z-Füzetek, 2012). Es autor de la novela La Borbona (Madrid, Izana, 2015).
Como analista político y cultural ha publicado varios artículos en la prensa en formato papel o digital: El País, El Huffington Post, infoLibre, Nueva Tribuna, Clio,

## Publicaciones fundamentales

### Poesía
- Litúrgica labranza. Rialp: 1981.
- Desde el vértigo (Premio internacional "Antonio Machado", Palma de Mallorca, Calima, 2001.[4])
- Reversos (Málaga, Veramar, 2004).
- Proceso al olvido / Itélkezö ùt a feledéshez (Poésie) (Budapest, Z-Füzetek, 2012)
- Belsö beszéd / Desde adentro. Válogatott versek / Poemas escogidos (Budapest, Z-Füzetek, 2012).

### Novela
- La Borbona (Madrid, Izana editores, 2015),[5][12][10][11]

### Estudios
- Juan Chabás: Vida y obra, Alicante, Instituto de Estudios Alicantinos, 1981, 295 pp.
- La poesía en el siglo XX: hasta 1939, Madrid, Playor, 1984; 2ª ed. 1990, 158 pp.
- Juan Chabás (Denia, 1900-La Habana, 1954), Denia, M.I. Ayuntamiento, 1985, 134 pp.
- Juan Chabas y su tiempo. De la poética de vanguardia a la estética del compromiso, Barcelona, Anthropos, 1992.
- Juan Chabás. De las vanguardias al exilio (1900-1954), Valencia, Generalitat Valenciana / Biblioteca Valenciana, 2001, 310 pp.
- Luis Cernuda en el exilio. Lecturas de «Las Nubes» y «Desolación de la Quimera», en colaboración con Julio Neira, Toulouse, PUM, 2003.
- Gustavo Adolfo Bécquer: Poesía eres tú. Las rimas de «El Libro de los gorriones», en colaboración con Sylvie Baulo, Madrid, Izana ediciones, 2014.
- Las entrañas del yaraví. Poesía y hermenéutica de César Vallejo, Toulouse, Presses Universitaires du Midi, 2017.

### Dirección de obras en equipo
- Miguel Hernández: Tradiciones y Vanguardias, edición en colaboración con Serge Salaün, Alicante, Instituto de Cultura «Juan Gil-Albert», 1996, 268 pp.
- La Vanguardia en España. Arte y Literatura, Paris, CRIC-Ophrys, 1998, 550 pp.
- Brazo y puño en alto en el franquismo / Bras tendu et poing levé sous le franquisme (Madrid, Carpe Noctem/ Tulús ediciones, 2020).

### Ediciones de autor
- Max Aub, El teatro español sacado a luz de las tinieblas de nuestro tiempo, edición facsímil con la introducción «Historia y ficción: Max Aub en la Real Academia Española (Discurso apócrifo sobre el teatro que nunca fue)», de J. Pérez Bazo, Segorbe (Castellón), Archivo Biblioteca «Max Aub», 1993, 39 + 39 pp.
- Juan Chabás, Veinte poemas de amor y una canción dedicada, Málaga, Unicaja, 1996, 35 pp.
- Juan Chabás, Puerto de sombra y Agor sin fin (Fábula de ayer y de hoy), Madrid, Espasa Calpe (Colección Austral, 437), 1998, 357 pp.
- Juan Chabás, Fábula y vida, A Coruña, Ediciós do Castro, 2000, 250 pp.
- Juan Chabás, Literatura española contemporánea, 1898-1950, Madrid, Verbum, 2001, 703 pp.
- Gustavo Adolfo Bécquer, Poesía eres tú. Las rimas de «El Libro de los gorriones», en colaboración con Sylvie Baulo, Madrid, Izana ediciones, 2014.
- Juan Andrés, Histoire générale des sciences et de la littérature, en colaboración con Sylvie Baulo y Renaud Cazalbou, Toulouse, PUM, 2018.